# Kobe Universiade Memorial Stadium
Kobe Universiade Memorial Stadium – wielofunkcyjny stadion w Kobe, w Japonii. Został otwarty w 1985 roku. Może pomieścić 45 000 widzów.
Stadion został otwarty w 1985 roku. Obiekt powstał w związku z organizacją Letniej Uniwersjady 1985, w trakcie której pełnił on rolę głównej areny. Stadion położony jest w tzw. Kobe Sports Park, w jego pobliżu znajduje się m.in. hala widowiskowo-sportowa Kobe Green Arena i stadion baseballowy Hotto Motto Field Kobe.
Obiekt był jedną z aren mistrzostw świata w piłce nożnej do lat 17 w 1993 roku oraz mistrzostw świata w piłce nożnej kobiet do lat 20 w 2012 roku. W latach 1992, 1994, 1996 i 1997 na stadionie odbyły się mecze o Recopa Sudamericana. W przeszłości na obiekcie swoje spotkania rozgrywali piłkarze klubu Vissel Kobe, grywała na nim też m.in. piłkarska reprezentacja Japonii.
W 2006 roku obiekt był główną areną 61. edycji Narodowego Festiwalu Sportu. W 2011 roku stadion gościł 19. Mistrzostwa Azji w lekkiej atletyce. Obiekt został także wybrany na arenę lekkoatletycznych mistrzostw świata osób niepełnosprawnych w 2021 roku, jednak z powodu pandemii COVID-19 organizację tych zawodów w Kobe przesunięto najpierw na rok 2022, a następnie na rok 2024.